# أليك تشامبرلين
أليك تشامبرلين (بالإنجليزية: Alec Chamberlain) (20 يونيو 1964 المملكة المتحدة - ) هو لاعب كرة قدم بريطاني يلعب كحارس مرمى.

## روابط خارجية
- أليك تشامبرلين على موقع قاعدة بيانات كرة القدم.إي يو (الإنجليزية)
- أليك تشامبرلين على موقع Soccerbase.com (لاعب) (الإنجليزية)
- أليك تشامبرلين على موقع عالم كرة القدم.نت (الإنجليزية)